# Дрёйвенстрек

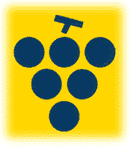
Оверейсе

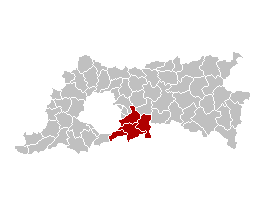
Коммуны Дрёйвенстрека

Дрёйвенстрек (нидерл. Druivenstreek — букв. «виноградная полоса») — сельскохозяйственная область на юго-западе природного региона Дейлеланд, Фламандский Брабант, Бельгия. В средние века местные монастыри, а вслед за ними и крестьяне освоили большинство пригодных земель под виноградники. В настоящее время территориию Дрёйвенстрека занимают 4 административно-территориальные коммуны: Оверейсе, Гюлденберг, Хуйларт и Тервюрен. На гербе Оверейсе на жёлтом фоне изображена чёрная гроздь винограда. В последнее время из-за своего расположения непосредственно к юго-востоку от быстрорастущего г. Брюссель, значительная часть сельхозугодий застраивается и переводится в жилой фонд.